# Stazione di Ōsaka Namba
La stazione di Ōsaka Namba (大阪難波駅?, Ōsaka-Nanba-eki) è una stazione utilizzata dai treni delle Ferrovie Kintetsu e Hanshin situata nel quartiere di Namba. Qui arrivano e partono i treni diretti a Nara. La stazione aprì nel 1970 col nome di Kintetsu Namba (近鉄難波駅?, Kintetsu-Nanba-eki), e il nome presente fu cambiato nel 2009 quando arrivò la linea Hanshin Namba.

## Linee
Ferrovie Kintetsu
● Linea Kintetsu Ōsaka (inclusi servizi per Nara)
 Ferrovie Hanshin
● Linea Hanshin Namba

## Aspetto
La stazione è interamente sotterranea ed è costituita da 3 binari con una piattaforma a isola e una laterale.
| 1-2 | ■ Linea Kintetsu Namba | (Espressi limitati) per Nagoya, Ise-Shima e Nara (Linea Nara) per Higashi-Hanazono, Ikoma, Yamato-Saidaiji, Nara e Tenri |
| 3   | ■ Linea Hanshin Namba  | Per Amagasaki, Kōshien e Sannomiya                                                                                       |

- Il primo treno per Amagasaki sulla linea Hanshin parte alle 5:03 del mattino dal binario 2.

## Interscambi con altre linee
La stazione di Ōsaka Namba è direttamente collegata tramite passaggi sotterranei ad altre stazioni dell'area di Namba:
 Ferrovie Nankai - Stazione di Namba
 Linea principale
 Linea Kōya
 Metropolitana di Osaka - Stazione di Namba
 Linea Midōsuji
 Linea Yotsubashi
 Linea Sennichimae
 Metropolitana di Osaka - Nippombashi
 Linea Sakaisuji
※ La stazione di Kintetsu Nippombashi è raggiungibile attraverso il centro commerciale sotterraneo di "Namba Walk"
 JR West - Stazione di Namba JR
■ Linea principale Kansai (Linea Yamatoji)

## Stazioni adiacenti
| «                           | Servizio                    | »                           |
| Linea Kintetsu Namba (A01)  | Linea Kintetsu Namba (A01)  | Linea Kintetsu Namba (A01)  |
| Linea Namba Hanshin (HS 41) | Linea Namba Hanshin (HS 41) | Linea Namba Hanshin (HS 41) |
| --------------------------- | --------------------------- | --------------------------- |
| Kintetsu-Nippombashi (A02)  | Tutti i treni               | Sakuragawa (HS 42)          |